# Свети Георги (Пирава)
Вижте пояснителната страница за други значения на Свети Георги.
„Свети Великомъченик Георги“ или „Свети Георгий“ (на македонска литературна норма: „Свети Ѓорѓи“, „Свети Георгиј“) е православна църква в гевгелийското село Пирава, югоизточната част на Северна Македония. Част е от Повардарската епархия на Македонската православна църква. Църквата е издигната в XIX век от Андон Китанов. Вероятно е разрушена при Валандовското земетресение в 1931 година. Възстановена е от 1932 до 1934 година. Храмът има два входа – от северната и от южната страна. Църквата е кръстокуполна, като куполът се подпира на четири пиластри. Барабанът на купола е осмостранен. Нартексът е засводен с напречен двускатен свод. Църквата има хубава камбанария. Иконостасът е от 1930-те години, а иконите са дело на Димитър Папрадишки. Църквата е обновена в 1994 година и осветена от архиепископа Михаил Охридски и Македонски.